# Peugeot 4007
El Peugeot 4007 es un SUV-crossover compacto que fue presentado por el fabricante de automóviles francés Peugeot en julio de 2007.

La insignia de Citroën equivalente ingeniería versión será el Citroën C-Crosser, que será producido por Mitsubishi en su planta de Okazaki sobre la base de la nueva Outlander. Tanto el 4007 y C-Crosser serán los primeros automóviles producidos en Japón vendidos en virtud de cualquier marca francesa. Ellos tienen un objetivo de ventas de 30.000 unidades al año.

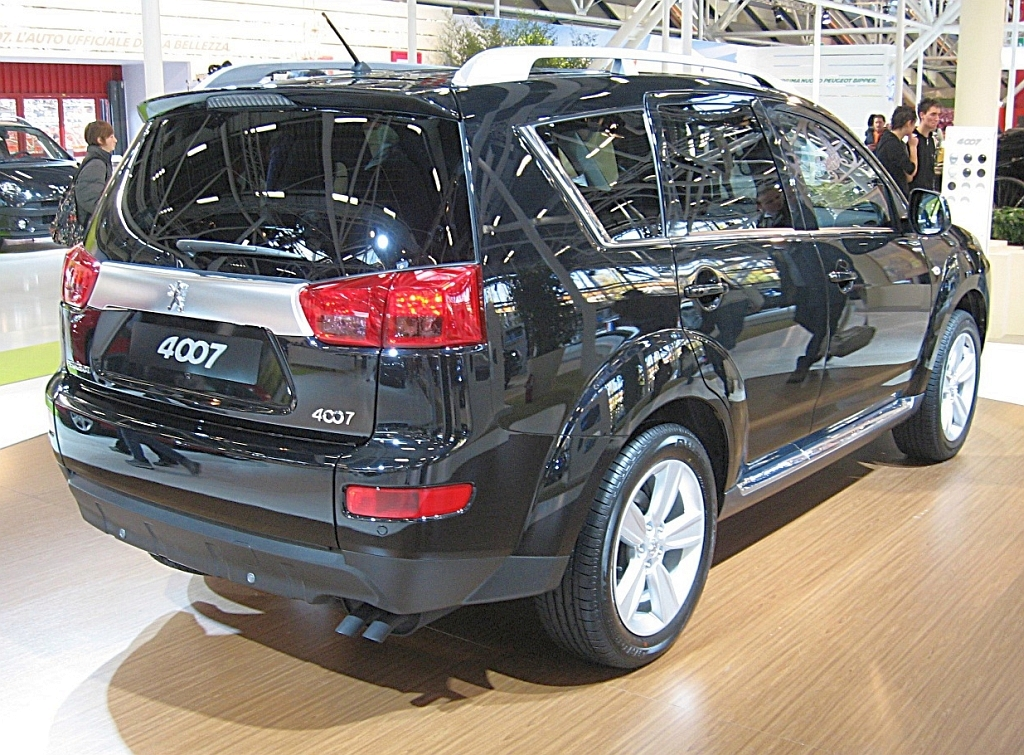
Parte trasera de un Peugeot 4007.